# Potsdamer Straße
La Potsdamer Straße, est une rue de Berlin en Allemagne.

## Situation et accès
Cette voie fait partie de la Bundesstraße 1 et relie la Potsdamer Platz dans le quartier de Tiergarten avec l'extrémité nord de la Hauptstraße (de) à Schöneberg au parc Heinrich-von-Kleist. Elle ne doit pas être confondue avec la rue du même nom dans le quartier de Zehlendorf.

## Origine du nom
La Potsdamer Straße tire son nom de la ville de Potsdam, située à l'ouest de Berlin.

## Historique
Construite à l'origine devant la porte de Potsdam comme chemin menant aux résidences royales de Potsdam (Palais de Sanssouci et Nouveau Palais), elle est transformée à la fin du XVIIIe siècle en « route des arts » sur ordre du roi Frédéric-Guillaume II. Depuis le château de Berlin, la chaussée de Berlin à Potsdam (de) permettait à partir de 1795 de rejoindre facilement sa nouvelle résidence d'été, le Palais de Marbre dans le Nouveau Jardin de Potsdam.
Après le début du XXe siècle, elle devient la rue la plus fréquentée de l'Empire allemand. Avec la division de Berlin après la Seconde Guerre mondiale, elle perd de son importance - encore renforcée par la construction du mur le 13 août 1961 - et à la fin des années 1960, son tracé est réaménagé au nord du canal Landwehr derrière le pont de Potsdam (de), par le Kulturforum conçu par Hans Scharoun avec la Nouvelle Galerie nationale, église Saint-Matthieu (de), salle philharmonique et bibliothèque d'État (de) en direction de la Potsdamer Platz. Le reste mène aujourd'hui à Marlene-Dietrich-Platz sous le nom d'Alte Potsdamer Straße.
La Potsdamer Straße fait partie de l'ancienne Reichsstraße 1 (de) d'Aix-la-Chapelle à Königsberg. Elle est consolidée en 1790-1792 comme l'une des premières routes artificielles de Prusse. Contrairement à la sagesse guerrière de Frédéric II, « plus la route est mauvaise, plus l'ennemi y progresse difficilement », ce n'est que son successeur, Frédéric Guillaume II, qui charge l'architecte Carl Gotthard Langhans, qui conçoit également l'actuelle porte de Brandebourg, de consolider la route entre Berlin et Potsdam, de la gravillonner et de la bordée d'une allée.

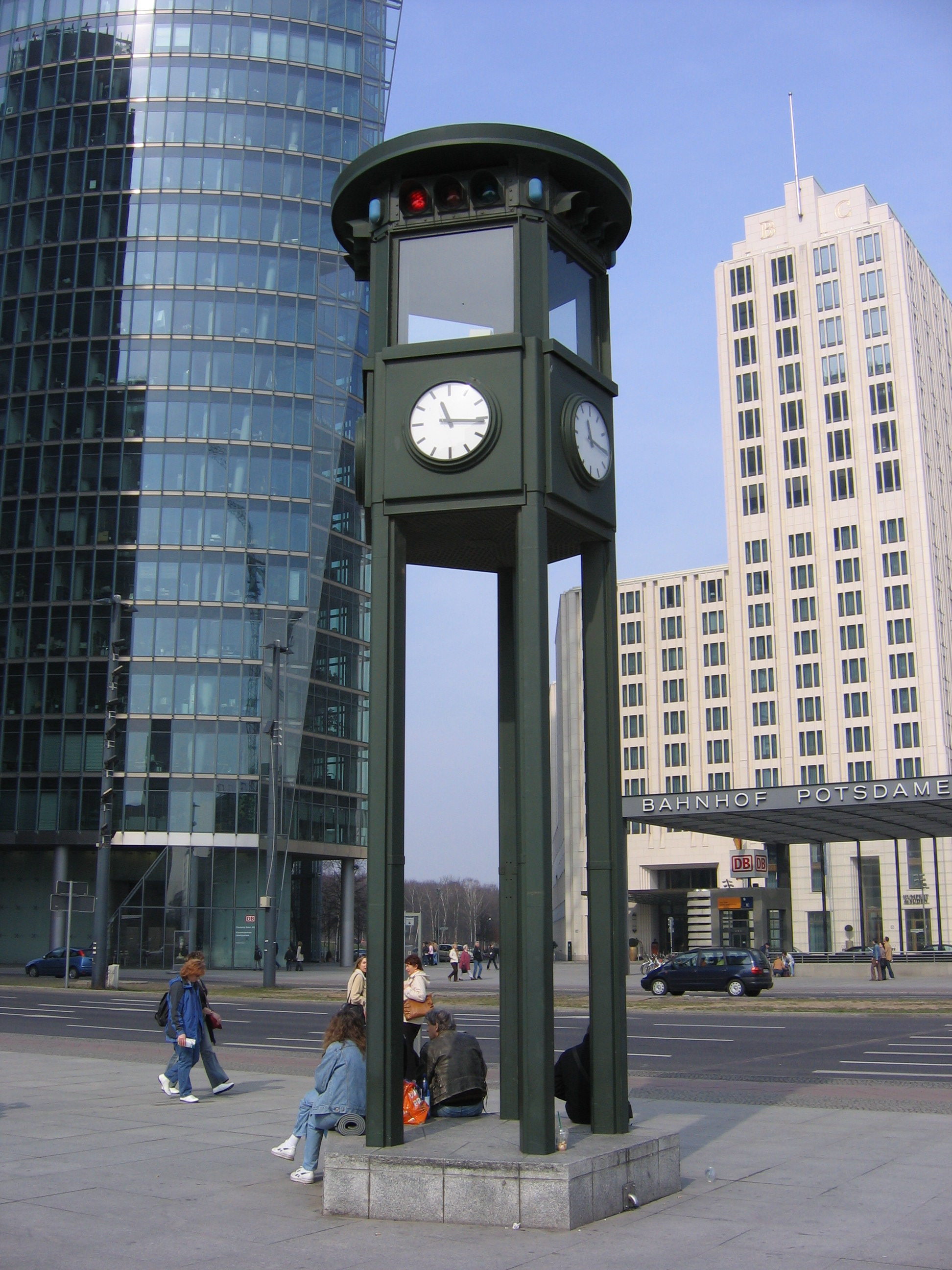
La reconstruction de 1997 de la, mars 2005.

Depuis 1830, l'employé de banque Samuel Ewald Leddihn achète des champs entre le Jardin botanique (aujourd'hui parc Heinrich-von-Kleist) et Lützower Weg (aujourd'hui Lützowstraße) et a réussi à les convertir en terrains à bâtir.
La commune d'Alt-Schoeneberg approuve la vente de son droit préféodal « de mélange de bétail » - ce que l'on appelle l'exonération du droit de garde - : à partir de ce moment-là, elle ne peut plus faire paître de bétail sur les nouveaux terrains à bâtir. Le trésor militaire prussien, qui a ouvert en 1837, parallèlement à la Potsdamer Straße, la première ligne de chemin de fer prussienne (appelée chemin de fer principal) entre Potsdam et Berlin avec sa gare de Potsdam, a également le droit de vote.
Le 3 mai 1841, une partie de la Potsdamer Chaussee entre le Landwehrgraben et le Jardin botanique est rebaptisée Potsdamer Straße.
Au 131 de la Potsdamer Straße, il y a jusqu'en 1855 l'établissement de divertissement Möwes Blumengarten, qui comprend, outre les parterres de fleurs, de petites maisons de vacances d'été. Le terrain est ensuite divisé en parcelles et le magistrat berlinois fait aménager les rues Eichhornstrasse et la Schellingstrasse sur le terrain.
Le premier feu de signalisation du Reich allemand est mis en service le 15 décembre 1924 avec la tour de circulation de la Potsdamer Platz (de). Il est à l'époque controversé, car personne ne comprend à l'époque qu'il faut recevoir des instructions d'un signal lumineux. Depuis 1997, une reconstruction de la tour de circulation se trouve à nouveau à l'emplacement historique.
En 1937, les numéros de maison sont passés de la numérotation en fer à cheval à la numérotation d'orientation actuelle. Jusqu'alors, les maisons sont comptées en continu, en commençant par le numéro 1 du côté nord-ouest. Depuis le changement, les numéros impairs se trouvent du côté sud-est de la rue et se terminent par 203 (anciennement : 205) à l'intersection de la Großgörschenstraße.
Avec la division de la ville par la construction du mur de Berlin en 1961, l'extrémité nord de la Potsdamer Straße se termine directement au pied du mur de Berlin. En conséquence, le Sénat de Berlin-Ouest place le nouveau bâtiment de la bibliothèque d'État (de), conçu par Hans Scharoun, en travers du tracé historique de la rue et fait pivoter la Potsdamer Straße vers le nord-ouest, sur la Viktoriastraße. Après la réunification de Berlin, le tronçon coupé menant à la Potsdamer Platz est réactivé sous le nom d'Alte Potsdamer Strasse et est aujourd'hui une rue secondaire vers la Marlene-Dietrich-Platz, animée par de nombreux piétons.
Dans les années qui précédend et suivent la Seconde Guerre mondiale, la Potsdamer Straße, entre les rues Lützow et Pallas, au coin de la Goebenstraße, devient un quartier rouge où la prostitution était florissante dans les boîtes de nuit correspondantes. Ce n'est qu'à la fin des années 1980 que cette image commence à s'estomper pour cette partie de la rue.
Le 22 septembre 1981, le manifestant Klaus-Jürgen Rattay (de) est heurté par un bus de ligne dans la Potsdamer Straße, en dessous du tracé du métro aérien. Une plaque commémorative apposée sur le trottoir au coin de la Potsdamer/Bülowstraße (de) (devant la Commerzbank) le rappelle.

## Bâtiments remarquables et lieux de mémoire

### Personnalités
- Vers 1880, le maître boucher Johann Cassel fume dans son magasin de la Potsdamer Straße 15 de la viande de porc salée, qu'il appelle « dos de porc fumé à la berlinoise » et qui est ensuite connue sous le nom de Kasseler (de)[6],[7].
- Classée monument historique, la maison n° 45 (devenue n° 116 en 1937), construite en 1905-1906 par l'architecte Rudolf Zahn (de), est habitée par Marlene Dietrich lorsqu'elle est enfant (plaque commémorative de Rolf Hemmerich, 2005).
- Les grands-parents de Katia Mann, Ernst Dohm, rédacteur en chef du journal satirique Kladderadatsch, et sa femme Hedwig Dohm, vivent vers 1870 au n° 27a (n° 72 depuis 1937) et tiennent un salon littéraire.
- Le 3 octobre 1872, Theodor Fontane, sa femme Emilie et sa fille Martha emménagent dans son dernier appartement dans la soi-disant « Johanniter-Haus » sur la Potsdamer Strasse 134c. Cette maison grise avec jardin de devant se trouve du côté est de la rue, entre Eichhornstraße et Potsdamer Platz, sur le terrain de l'actuelle bibliothèque d'État (de) et porte une plaque commémorative depuis 1899. Elle doit céder la place à un immeuble commercial en 1906, qui reçoit le numéro 15 en 1937 et est victime des bombes pendant la Seconde Guerre mondiale. Ses « locaux d'habitation plus que simples » se trouvent au troisième étage supérieur à droite. Fontane y vit jusqu'à sa mort le 20 septembre 1898.
- En 1926, Joseph Goebbels prend la direction de la branche du NSDAP Gaus Berlin-Brandebourg au n°35 (n° 97 depuis 1937).
- De 1897 à 1903, l'éditeur Axel Juncker (de) tient sa librairie spécialisée dans la littérature scandinave au numéro 11 (ancien décompte).
- Philipp Manes (de), marchand de fourrures juif et auteur d'un journal intime, doit quitter son appartement au numéro 27 le 21 juillet 1942 et est déporté dans le ghetto de Theresienstadt.
- Erik Spiekermann exploite une petite imprimerie au 98 de la Potsdamer Straße, dans laquelle il conserve une collection de presses d'imprimerie et de polices de caractères[8],[9]. Les bureaux de son agence edenspiekermann_ se trouvent au numéro 83[10]. Il s'est associé avec les maisons d'édition Gestalten, Niggli et Kehrer, la librairie berlinoise Do you read me?! et le fabricant de meubles Nils Holger Moormann pour ouvrir la boutique Analog au 100. On y trouve des caractères d'imprimerie, des objets cadeaux en rapport avec l'impression et la typographie, mais également toute une série d'ouvrages de référence et de graphisme[11].

### Bâtiments et monuments

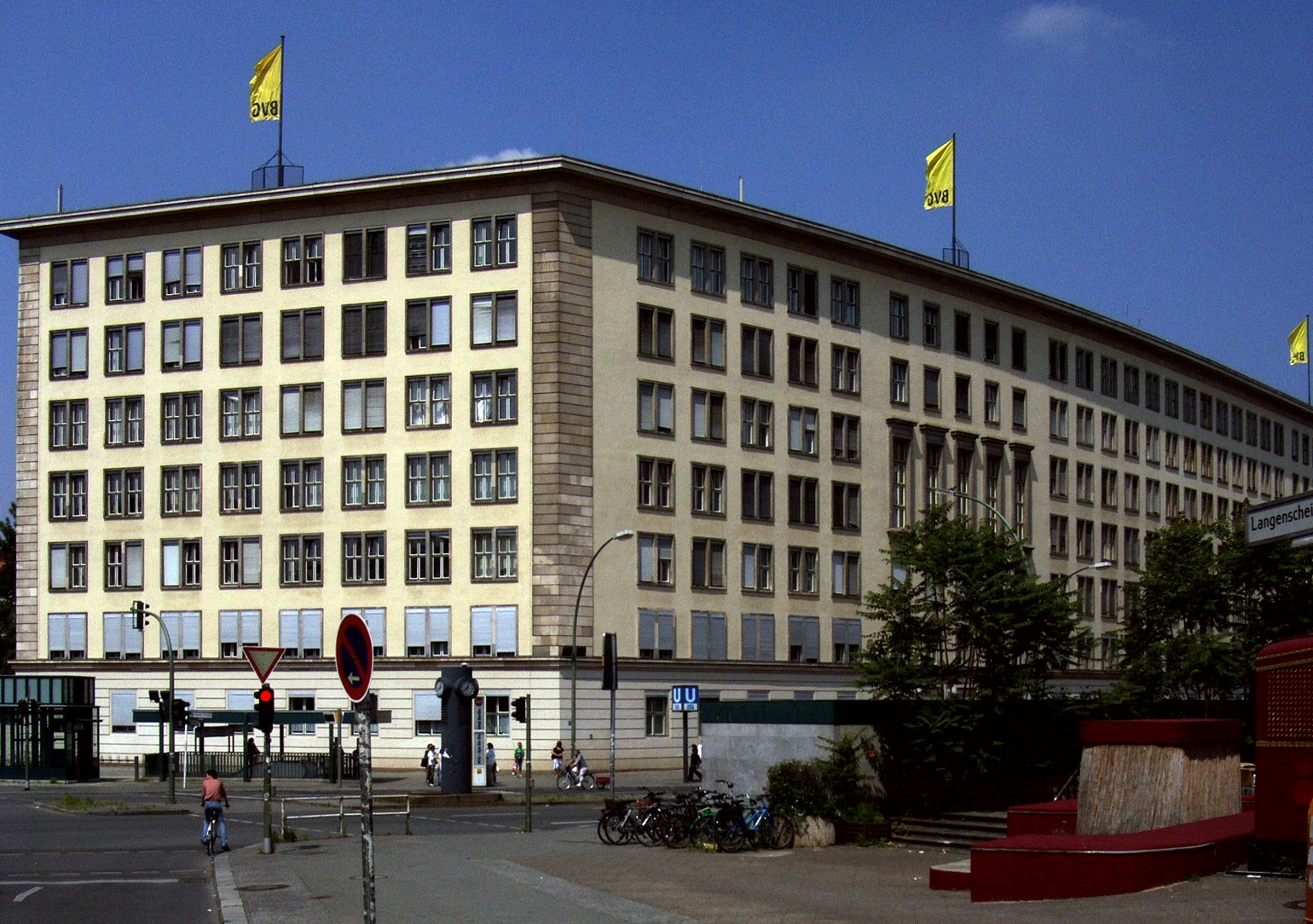
Ancien siège social de la BVG Potsdamer Straße 188-192.

- Nos 188-192 (de) : Les bâtiments, qui servaient de siège social à la BVG jusqu'en août 2008, sont construits en 1938 et 1939 selon les plans de l'architecte Artur Vogdt. Selon les plans des nationaux-socialistes, ces bâtiments auraient été situés à l'extrémité d'un axe visuel partant de l'axe nord-sud et passant par la Großgörschenstraße qui devait être élargie. Les projets devaient donc être présentés à Albert Speer, l'inspecteur général des bâtiments de la capitale du Reich (de), et approuvés par lui. Au début, le bloc de bâtiments Potsdamer Straße 188-190 sert de bâtiment administratif pour la direction supérieure de la construction des autoroutes du Reich (de), et la maison au 192 Potsdamer Straße de bâtiment administratif pour la Deutsche Milchwirtschaft. Pendant la Seconde Guerre mondiale, l'ancien siège de la BVG dans la Köthener Straße (de) est complètement détruit lors d'un raid aérien en novembre 1943, et le BVG déménage dans le bâtiment de la Potsdamer Strasse 188-190 en juin 1945. La reprise du bâtiment voisin n° 192 n'a lieu que plus tard.
- Les colonnades royales (de) baroques à l'entrée du parc Heinrich-von-Kleist, qui se trouvaient à l'origine sur l'Alexanderplatz et malgré de nombreuses restaurations, présentent encore des impacts de balles de la révolution de 1848. Au début du XVIIIe siècle, le parc abritait un jardin botanique, dont le conservateur était Adelbert von Chamisso.
- La Cour supérieure, dans les chambres de laquelle le Tribunal populaire s'est réuni et, entre autres, a condamné à mort les assassins autour de Claus Schenk von Stauffenberg en 1944. Le Conseil de contrôle allié, qui exerçait en partie des fonctions gouvernementales, était situé dans le même bâtiment jusqu'en 1949. L'accord quadripartite y est signé en 1972 et certains bureaux sont utilisés pour le contrôle du trafic aérien par les Alliés jusque dans les années 1980. Après sa restauration dans les années 1990, le bâtiment est à nouveau utilisé comme cour d'appel.
- N° 186 : Maison Kathreiner (de) de l'architecte Bruno Paul, aujourd'hui utilisée par le Sénat de Berlin comme bâtiment administratif, entre autres par l'administration du Sénat pour l'intérieur, département de la protection de la constitution[12],[13].
- N°184 : Maison Franck
- N° 180-182 : Ancien bâtiment administratif du Front du travail allemand (de)
  - De 1972 à 2019, le plus ancien centre de jeunesse autonome de Berlin, le Drugstore, était situé au deuxième étage[14],[15].
  - À partir des années 1980, le club de jeunes de Potse était également situé au même étage. De 2019 à 2021, le club des jeunes a occupé des parties du deuxième étage.
- Le Pallasseum, construit dans les années 1970 à l'emplacement de l'ancien Sportpalast, où Joseph Goebbels déclare la « guerre totale » dans son discours au Sportpalast le 18 février 1943 et où l'APO fait descendre Frank Zappa de la scène parce qu'il prône l'évolution plutôt que la révolution. Le palais des sports estconstruit en 1910 en un an seulement et démoli en 1973. Dans cette arène sportive et salle de réunion pouvant accueillir plus de 10.000 personnes, le public se déchaîne lors d'événements de boxe et de cyclisme comme la course de six jours. Des hommes politiques comme le futur chancelier Heinrich Brüning du Zentrum, le dirigeant syndical Ernst Thälmann du KPD ou le futur ministre de la Propagande Joseph Goebbels du NSDAP y prennent la parole. Sur la galerie supérieure des spectateurs, le « Heuboden », l'original berlinois Reinhold Habisch, appelé « Krücke », sifflait la valse du Sportpalast, tandis que sur la piste Hans Kalupa ou le soi-disant « Flying Dutchman » Piet van Kempen faisaient du vélo pour gagner des villas et autres prix. Les célébrités des loges de plain-pied avaient offert ces prix. À l'intérieur de la piste cyclable, il n'y avait que des places debout. Grâce à un toit de fortune construit en 1948, des revues sur glace ont continué à s'y dérouler après la guerre. Des stars comme Bill Haley, Ella Fitzgerald, Lionel Hampton, Jimi Hendrix et bien d'autres y amenèrent du public en plus des fêtes de la bière et des ballets sur glace. Le Palais des sports ne recevait aucune subvention de l'État.
- N°96 : d'abord un cinéma, entre 1972 et 1989 l'espace de concert Quartier Latin (de). Depuis 1992, le théâtre de variétés Jardin d'Hiver (de).

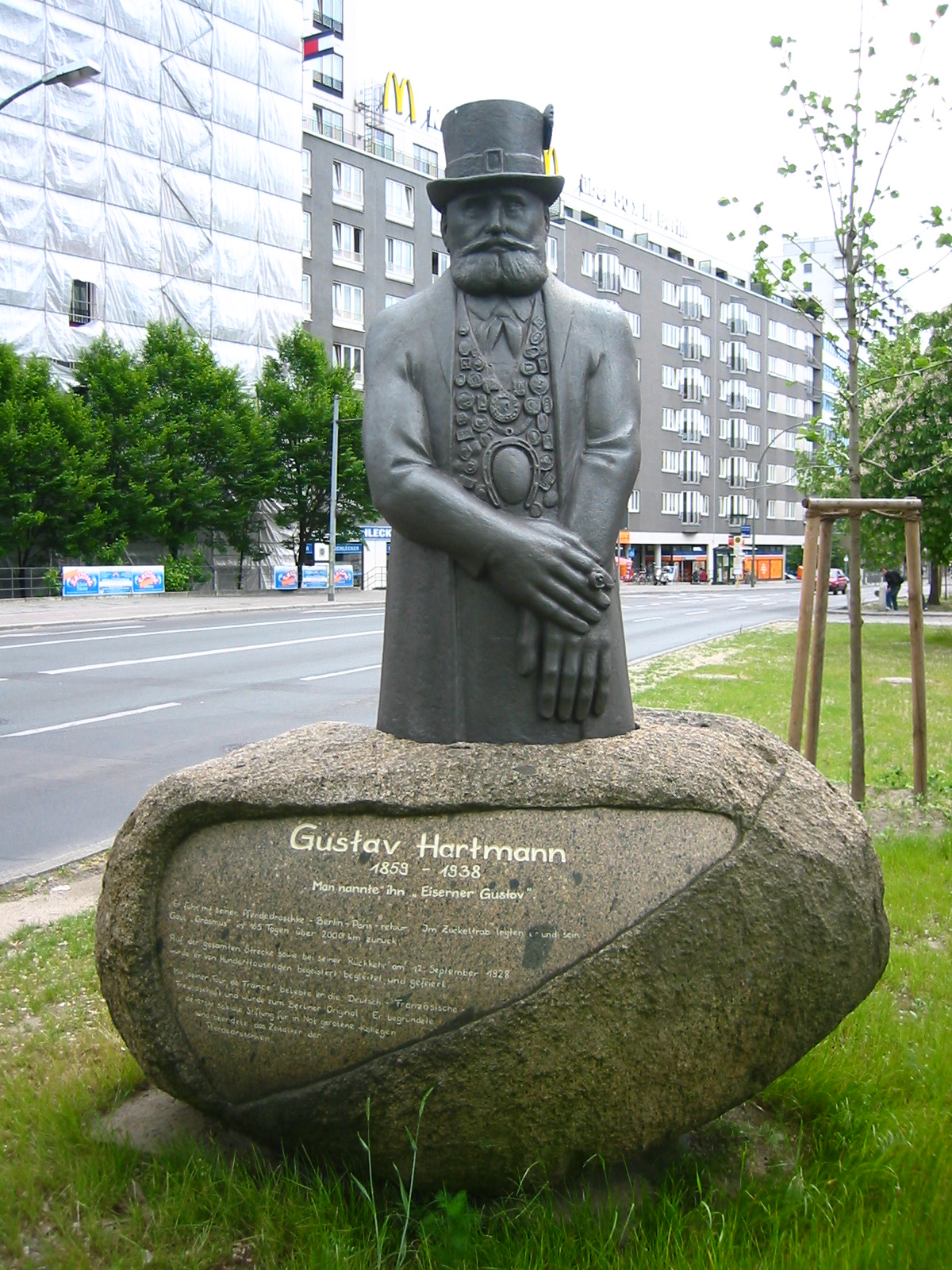
Monument au « Gustav de fer » sur le pont de Potsdam.

- Non loin du pont de Potsdam (de) sur le canal Landwehr, sur la médiane de la Potsdamer Straße, se trouve un mémorial de Gerhard Rommel (de) pour le chauffeur de taxi Gustav Hartmann (de), qui est entré dans l'histoire de Berlin sous le nom de « Gustav de fer » depuis 2000.
- Les bâtiments érigés dans le cadre du Kulturforum, concept issu du concours « capitale de Berlin » de 1958 :
  - Nouvelle Galerie nationale sur le canal Landwehr, construite par Mies van der Rohe en 1965-1968,
  - Bibliothèque d'État de Berlin (bâtiment Potsdamer Straße) (de), construite de 1967 à 1978 par Hans Scharoun ,
  - Philharmonie, construite par Hans Scharoun en 1960-1963,
  - Salle de musique de chambre, construit de 1984 à 1987 par Edgar Wisniewski (de) d'après les plans de Hans Scharoun,
  - Musée des instruments de musique, construit de 1979 à 1984 par Edgar Wisniewski sur des plans de Hans Scharoun,
  - Galerie de photos, construite de 1992 à 1998 par Hilmer & Sattler et Albrecht (de).
- Le Sony-Center avec son grand toit futuriste.
- La maison Vox (de) (anciennement: 10 Potsdamer Straße), à partir de laquelle la première émission de radio allemande est produite en 1923. Le bâtiment est – Après de graves dommages pendant la Seconde Guerre mondiale – finalement démoli en 1971.
- Alte Potsdamer Straße n ° 5 : La Maison du vin Huth (de), qui est le dernier bâtiment entre la Potsdamer Platz et le canal Landwehr à avoir survécu à la guerre et à la démolition ultérieure des bâtiments là-bas et est maintenant entouré de nouveaux bâtiments. Dans les années 1980, le Verein deutscher Schäferhund SV s'entraîne sur le terrain vague devant le mur de Berlin.

### Anciens établissements

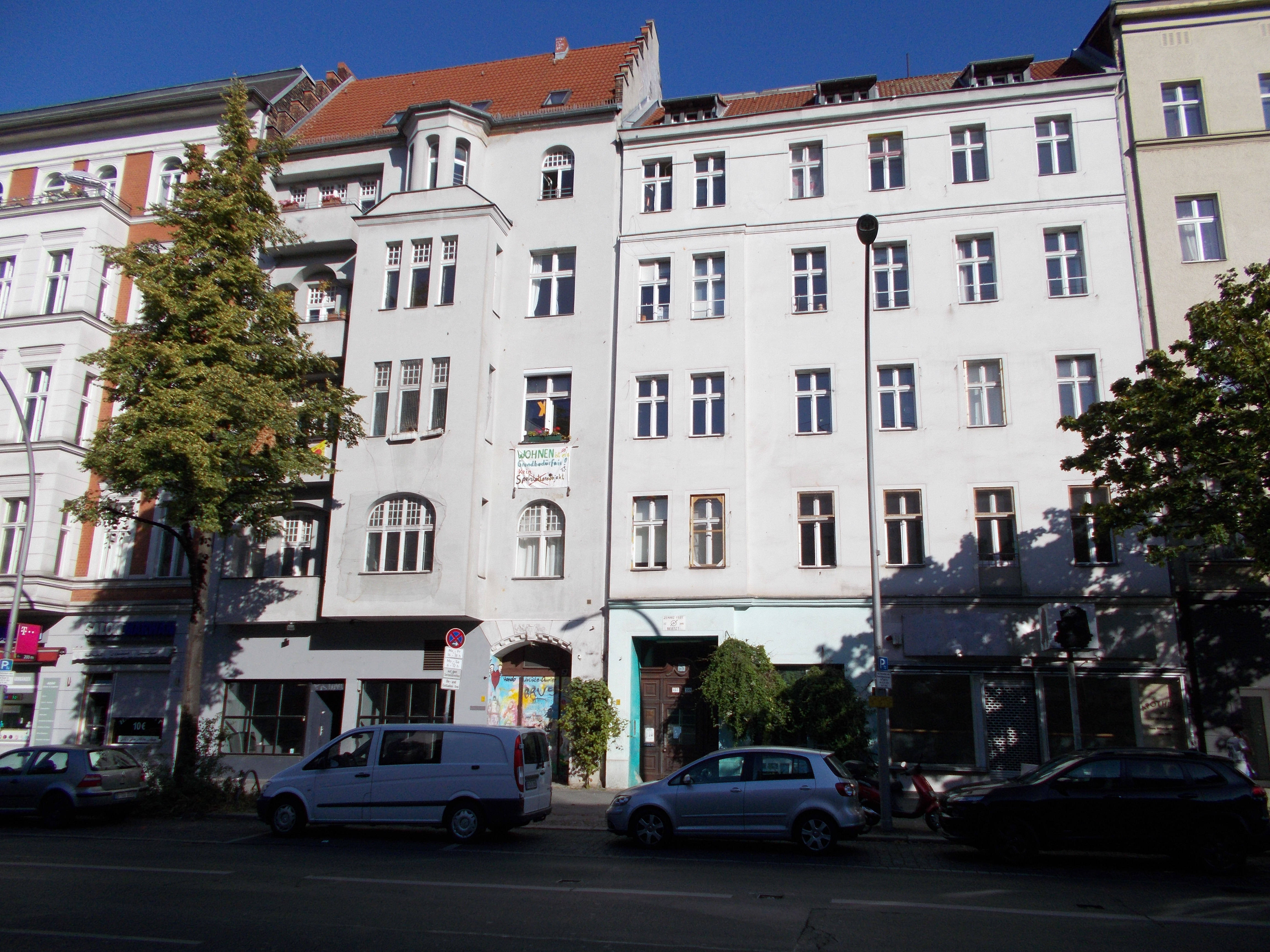
Les maisons de la Potsdamer Strasse 157 et 159.

- Ernst Rowohlt a sa maison d'édition directement sur le canal Landwehr.
- L'éditeur Samuel Fischer (de) reçoit ses auteurs au coin de la Bülowstraße.
- Herwarth Walden produit son magazine Der Sturm à quelques maisons de Rowohlt.
- Potsdamer Straße 122a/b (ancienne numérotation) : la Maison de ventes aux enchères d'art de Rudolph Lepke (de), construite en 1912 selon les plans d'Adolf Wollenberg (de) (détruite).
- L'épicerie traditionnelle et épicerie fine Scheurich et Patzke au coin de la Alvenslebenstraße, qui a fermé dans les années 1980.
- La librairie juridique Struppe et Winckler, riche en traditions - elle existe depuis le début du XXe siècle - dont le propriétaire, Bernhard Hildebrand, organisait dans les années 1920 des lectures avec Thomas Mann et Hanns Heinz Ewers dans les années 1920. Après la chute du mur de Berlin, la librairie déménage au Gendarmenmarkt.
- De 1970 à 1989, le Quartier Latin (de) était dans la maison no. 96 un lieu de renommée internationale pour le jazz (Total Music Meeting (de)), le blues et le rock ; maintenant théâtre de variété Jardin d'hiver (de).
- Potsdamer Strasse 138 : la librairie antiquaire Wolfgang Staschen[16],[17].
- Potsdamer Straße 157 : L'ancien KOB, un ancien squat, était un lieu de rencontre populaire et un lieu de fête pour la scène des squatters de Schöneberg dans les années 1980 et l'ancienne résidence de l'écrivain Klaus Schlesinger et du journaliste Frank Nordhausen (de).
- Le Bazar turc, un marché aux puces qui avait été installé à la station surélevée Bülowstraße, qui est fermée à l'époque du mur de Berlin, mais doit faire place à la ligne de métro U2, qui fonctionne à nouveau, après la chute de le mur.
- Jusqu'au 2 octobre 2009, le journal Der Tagesspiegel, le magazine municipal Zitty (de) ainsi que le journal d'annonces Zweite Hand (de), qui paraît trois fois par semaine, sont publiés dans la Potsdamer Straße. La maison d'édition déménage à Kreuzberg, au 3 Askanischer Platz (de). Le site de l'ancienne imprimerie du Tagesspiegel est ensuite reconverti par le duo d'architectes Pierre Jorge Gonzalez et Judith Haase et est aujourd'hui utilisé par la galerie londonienne Blain Southern, entre autres, et par Andreas Murkudis, le frère de Kostas Murkudis (de), en concept store[18],[19],[20].

### Les établissements d'aujourd'hui
- La Fondation du patrimoine culturel prussien avec la bibliothèque d'État (de) (Potsdamer Strasse 33-37), l'institut Ibéro-américain (Potsdamer Strasse 37) et l'agence ISBN.
- Depuis 2003, la magistrale – Kulturnacht in der Potsdamer Straße a lieu chaque année début septembre en tant que présentation des activités artistiques dans tout le domaine de la Potsdamer Straße.
- Potsdamer Straße 131 : centre de diffusion de Power Radio (de). C'est d'ici qu'émettent déjà Radio 100 (de)[21], Energy Berlin, Radyo Metropol FM (de) et Hundert,6 (de). Devant le centre de diffusion, près de la Potsdamer Straße et de la Bülowstraße, se trouve un monument (parlant), érigé à l'initiative du maire de Berlin, qui rappelle le lancement de la première station privée Radio 100 à Berlin en 1987.
- Dans l'ancien squat de la Potsdamer Straße 157, à la place de l'ancien K.O.B., se trouve l'Ex'n'Pop (de)[22].